# Observatorio Manuel Foster
El Observatorio Manuel Foster es un antiguo observatorio ubicado en la cima del cerro San Cristóbal al costado de la cumbre en la que se encuentra el Santuario de la Inmaculada Concepción. Este recinto astronómico lleva el nombre de Manuel Foster Recabarren, que en 1929 decide comprar el equipamiento al Observatorio Lick de la Universidad de California, y lo dona a la Pontificia Universidad Católica de Chile.
En septiembre de 2010 el observatorio fue declarado Monumento Nacional, mediante el decreto 352 en la categoría de Monumento Histórico, ya que contiene la primera edificación realizada en el Cerro San Cristóbal.

## Historia
El observatorio Manuel Foster, antiguamente llamado Observatorio Lick, fue implementado en Chile por la Universidad de California de Estados Unidos en febrero del año 1903, durante el gobierno del presidente Germán Riesco. Ese año, la Universidad de California determinó realizar una misión astronómica con la finalidad de hallar un lugar propicio para su emplazamiento, debido a que los cielos estadounidenses no poseían las condiciones meteorológicas necesarias para su óptimo funcionamiento. A esto se le suma que las placas ópticas que contenía no cumplían con el nivel requerido, por lo que el observatorio no fue aprobado completamente. Todo ello motivó a que la misión astronómica escogiera al cerro San Cristóbal, que poseía gran cantidad de noches despejadas y la latitud requerida para convertirse en sede del observatorio Lick (en sus inicios denominado de esta forma en honor al millonario terrateniente James Lick, que realizó una donación para su creación), durante 3 años, cumplido el plazo, este fue extendido durante 25 años más debido a los exitosos resultados científicos que fueron obtenidos. Este observatorio es "filial" o hermano del observatorio Lick ubicado en el condado de Santa Clara, California.
En 1929, el profesor Manuel Foster Recabarren realizó una serie de gestiones de compra que dejaron el observatorio en manos de la Universidad Católica, institución que a su vez decidió cambiar el nombre del telescopio en honor al profesor, que además fue estudiante de dicha Universidad. En 1938 se hace cargo en la labor de director del observatorio el profesor Erich Paul Heilmaier Kaufman, en donde realizó sus principales trabajos científicos.

## Características
El observatorio fue la primera construcción realizada en el cerro San Cristóbal. En los años de su estreno y a principios del siglo XX, el observatorio contenía el noveno telescopio más grande a nivel mundial. Los instrumentos que lo componen fueron fabricados entre finales del siglo XIX y principios del siglo XX. La estructura y la cúpula se armaron en Cleveland, Ohio, mientras que una lona pintada servía de domo, posteriormente reemplazada por una estructura de fierro galvanizado fabricada por la empresa Warner & Swasey Company.
Fue construido con el fin primordial de la creación de un catálogo de velocidades radiales de estrellas brillantes del hemisferio sur. Su instrumento principal es el espectrógrafo, con el que se hacían las investigaciones astronómicas. El 11 de septiembre de 1903 fue captada la primera placa espectral estelar. Se tomaron placas de Venus, la Luna y Marte. La mejor lograda fue hecha a este último planeta, el 1 de junio de 1905. Además, se obtuvieron fotografías en distintas áreas del cielo gracias a una cámara astrográfica ubicada en el tubo del telescopio.
Tabla de medidas de las principales características ópticas del telescopio:
| Característica óptica                      | Pulgada/ Libra/Pie | Centímetros/ Kilogramos/Metros |
| Diámetro del espejo principal (primario)   | 38 9/16 in.        | 93 cm.                         |
| Diámetro de perforación central del espejo | 4 7/8 in.          | 12,4 cm.                       |
| Longitud focal del espejo primario         | 210 in.            | 533 cm.                        |
| Peso del espejo primario                   | 577 lb.            | 252 kg.                        |
| Diámetro efectivo del espejo secundario    | 9 9/16 in.         | 24,2 cm.                       |
| Distancia entre espejos                    | 155 in.            | 394 cm.                        |
| Razón focal o apertura del telescopio      | 18,2               |                                |
| Longitud focal virtual                     | 55,4 ft.           | 16,89 m.                       |

## En la actualidad
El observatorio lleva más de un siglo en su locación original, sin embargo su funcionamiento cesó en 1995. El telescopio ha sido intervenido en el transcurso de los años, manteniendo las condiciones de hace más de un siglo, por lo que lo convierte en un instrumento histórico en Sudamérica. 
Luego de ser declarado Monumento Histórico Nacional, el Observatorio abrió anualmente una vez al año entre 2012 y 2019, con motivo del Día del Patrimonio Cultural, proceso interrumpido por las regulaciones sanitarias ligadas a la pandemia de COVID-19. Desde junio de 2022, el Observatorio abre nuevamente sus puertas a visitantes de manera permanente.

#### Representaciones artísticas
En 2019 se estrena la obra "El observatorio del Cerro San Cristóbal", de Tryo Teatro Banda junto con el apoyo del Instituto de Astrofísica UC. Esta obra cuenta la historia del observatorio y las hazañas que debieron hacer los científicos norteamericanos para poder instalar un observatorio en el hemisferio sur por primera vez.

## Galería

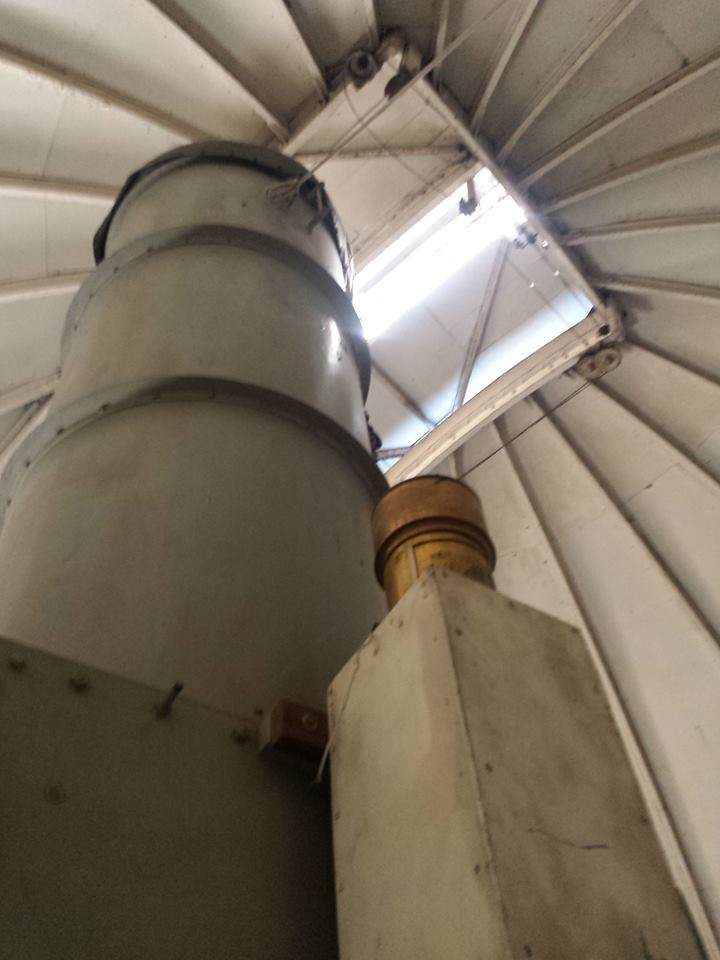
Vista al telescopio del observatorio.
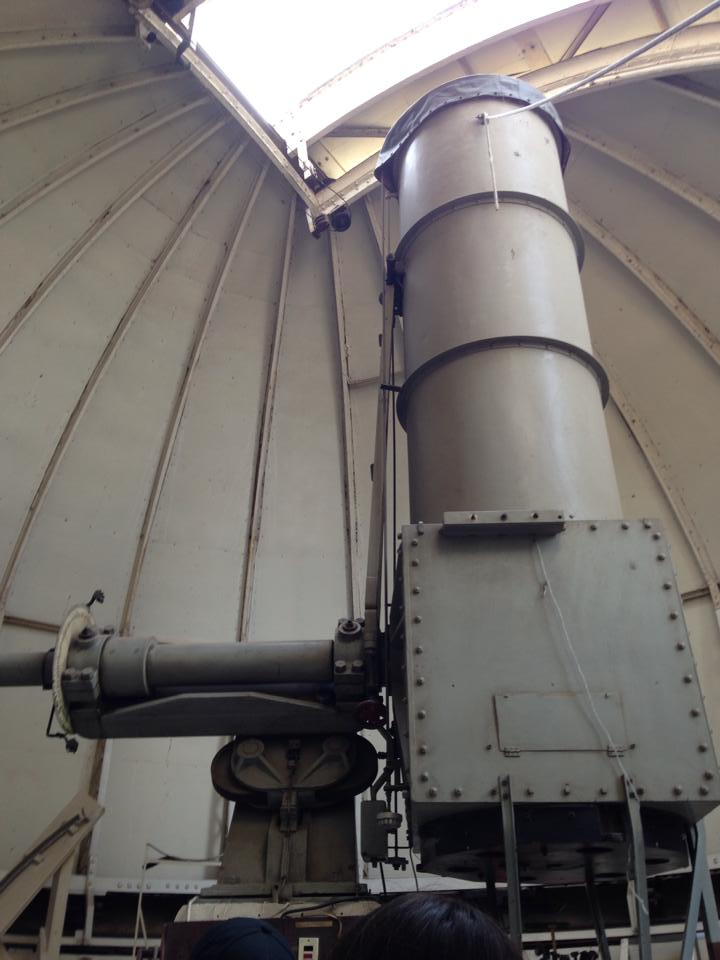
Vista al interior del observatorio.
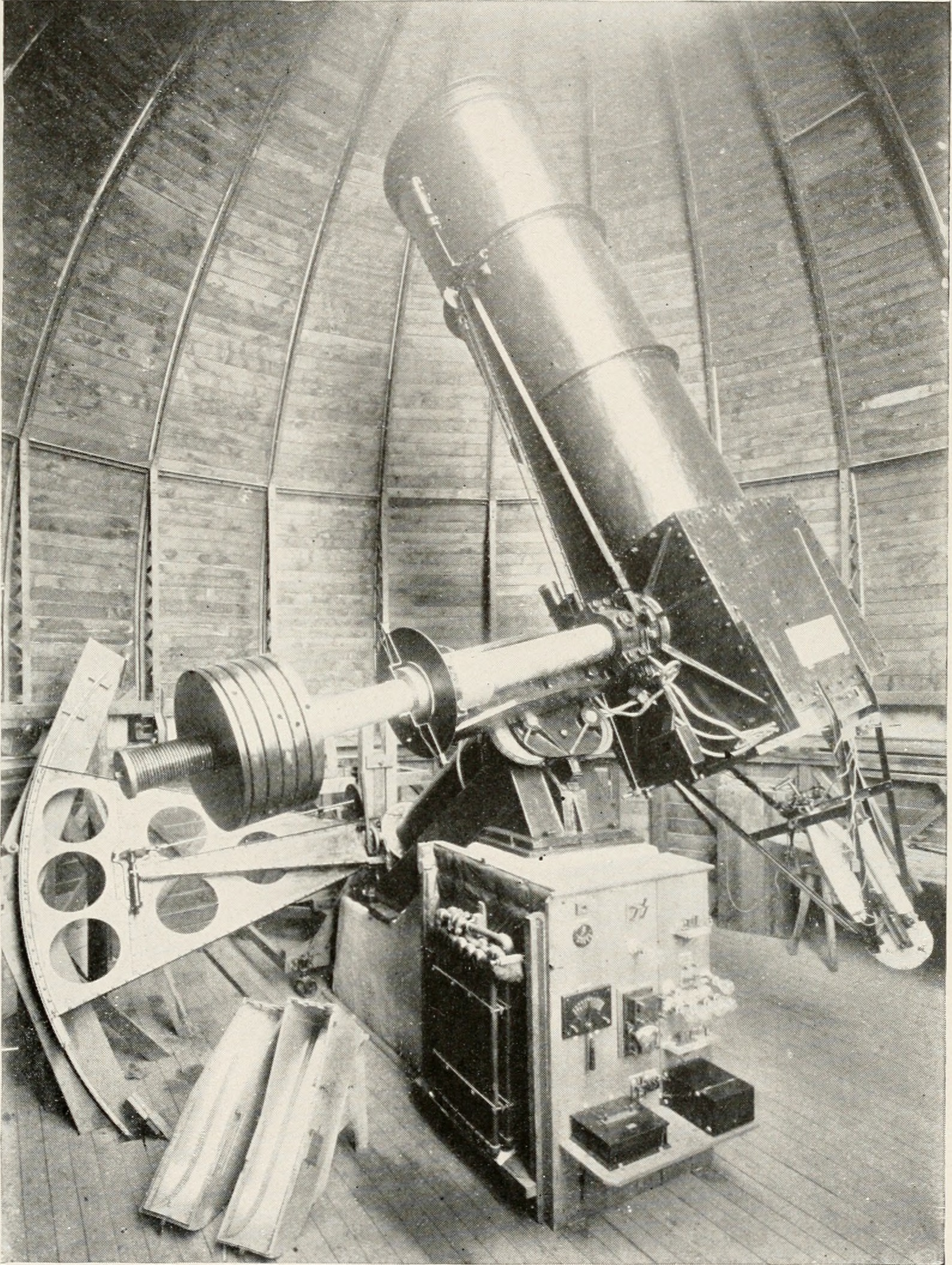
Fotografía del interior del observatorio, 1919.